# Bologna
Bologna är en stad och kommun i Italien, huvudort i provinsen Bologna och huvudstad i regionen Emilia-Romagna. Kommunen hade 390 636 invånare (2018) och är därmed Italiens sjunde största stad. Bologna har Europas äldsta universitet grundat 1088, Universitetet i Bologna. Staden har givit namn åt den så kallade Bolognaprocessen som är ett samarbete mellan europeiska utbildningsministrar. Bologna är ett ärkebiskopssäte.
Bologna är även känt som "la grassa" (den feta) med hänvisning till stadens kulinariska traditioner.[källa behövs] Ett annat vanligt använt smeknamn är "la rossa" ("den röda") vilket ibland sägs hänvisa till fasadfärgerna men som många snarare förknippar med stadens politiska hemvist då Bologna är omtalad som en vänsterorienterad stad.[källa behövs]

## Stadsbild
Bologna är huvudstaden i provinsen med samma namn, och ligger vid Apenninernas fot mellan floderna Reno och Savena. Bologna är strategiskt belägen som en knutpunkt för alla vägar över Alperna från Simplonpasset till Trieste till Apenninerna och till Toscana samt östkusten till Brindisi och Tarent, varför handeln har blomstrat där ända sedan romarrikets dagar.
Under förhållandevis lång tid försvarades Bologna endast av en enkel enceinte utanför den gamla ringmuren, anlagd med några 500 meter framför denna detacherade jordverk, mot söder skyddades den av flera fort som byggts i yngre tider, bland vilka Montebedullo ligger på 20 km, Monteveglio på 17 km, Oliveto på 16 km och San Lorenzo på 12 km avstånd från enceinten, vilken vid fortens tillkomst jämte jordverken i norr därmed slopades.
Staden själv, omgiven av gamla murar och gravar, bildar en oregelbunden sexhörning med trånga och krokiga gator. De äldre delarna är ännu planlagda utifrån den romerska castrum som utgjorde stadens grund. Den sexhörniga stadsmuren uppfördes på 1300-talet. Dess centrum bildar Piazza del Nettuno med Neptunsbrunnen (av Giovanni Bologna) och Piazza Vittorio Emmanuele med Viktor Emanuels 1888 avtäckta ryttarstaty. I närheten av det sistnämnda står de båda berömda lutande tornen, det ena, påbörjat av Asinelli 1109 och uppkallat efter honom, 83 meter högt med 1,23 meters avvikelse från lodlinjen, det andra, kallat Garisenda efter sin byggmästare, 47,5 meter högt med 2,4 meters avvikelse.
I Bologna finns dessutom en anrik botanisk trädgård, en konstakademi (stiftad av påven Klemens XIII), en musikakademi, Academia filarmonica instiftad 1666. med flera vetenskapliga institutioner och samlingar. Bologna har även vetenskapsakademi (den så kallade Istituto delle scienze, stiftad 1690, öppnad 1714).
Mest bekant är Bologna för sitt universitet. Universitetet är världens äldsta. Det stiftades egentligen först 1158, men räknar sin uppkomst från en äldre lärdomsskola – det firade 1888 sin 800-åriga tillvaro. Av stolthet över detta universitet präglade staden på sina mynt "Bononia docet" (läromästarinnan) och har tillnamnet "la dotta" (det lärda).
Bologna är en välbyggd stad. Bland dess byggnader märks Palazzo del Podestá, i vilket kung Enzio satt fången i 23 år, Palazzo Pubblico, Loggia dei Mercanti och Palazzo Bevillacque uppfört 1477-1482. Kyrkorna San Stefano, huvudsakligen uppförd i romansk stil vilken ursprungligen bestod av flera mindre kyrkor, San Petronio, den största av stadens 75 kyrkor påbörjad 1390 och färdigställd under renässansen med fasadskulpturer av Jacopo della Quercia, San Domenico med dominikanordens stiftare Dominicus sarkofag utförd av Niccolò dell'Arca och kung Enzio av Sardiniens grav, San Giacomo maggiore påbörjad 1267, den unggotiska San Francesco uppförd 1236-1263, vidare barockkyrkorna katedralen San Pietro och San Salvatore som skadades svårt under andra världskriget. Andra byggnader är det gamla rådhuset Palazzo communale uppfört 1245-1429.
Stadens konstmuseum rymmer flera betydande verk från 1500- och 1600-talet, varibland särskilt märks Rafaels Heliga Cecilia.
I stadsdelen Borgo Panigale ligger fabriken för den italienska motorcykeltillverkaren Ducati, byggd 1935.

## Historia

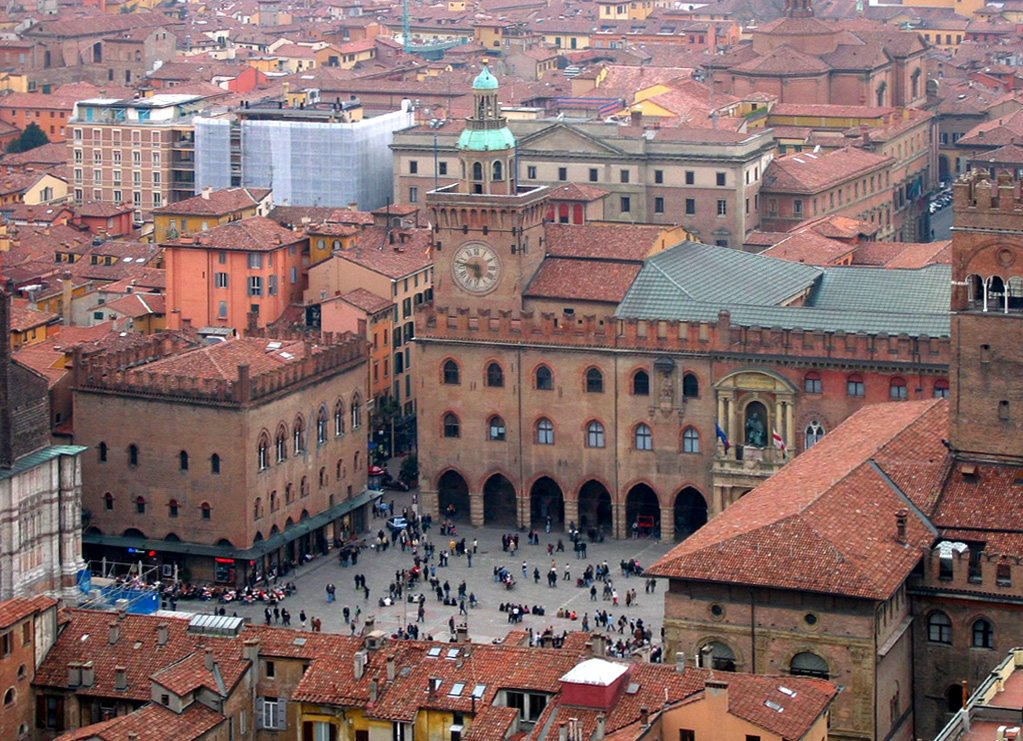
Bologna

Bologna är en av Italiens äldsta städer. Vid Villanova, Certosa och Marzabotto runt Bologna finns lämningar efter Villanovakulturen. Senast 600 f. Kr. föll området under etruskernas kontroll, och de anlade staden Felsina på platsen för det nutida Bologna, vilken snart utvecklade sig ett centralort inom etruskernas norra område. Omkring 350 f. Kr. erövrades Felsina av bojerna vilka gav den namnet Bononia. 189 f. Kr. förlade romarna en koloni hit, och infogade staden i provinsen Gallia Cisalpina.
I stadens närhet avslöts 43 f.Kr. det andra triumviratet. Pomponius Mela benämnde Bononia som en av de fem opulentissimae (rikaste) städerna i Italien. Efter romerska rikets fall ingick Bologna i Exarkatet.
Staden plundrades av hunner, goter och langobarder. Karl den store skänkte sedan han intagit norditalien Bologna till påvestolen. Under senare hälften av 1100-talet och förra hälften av 1200-talet deltog Bologna i konflikten mellan de tyska kejsarna och de fria städerna och senare mellan de olika italienska furstarna och Republiken Venedig, men lyckades hävda sitt oberoende. Under denna tid blev Bologna och universitetet och juristskolan där ett av Europas viktigaste lärdomscentran. Sedan 1506 var Bologna på nytt huvudsakligen en del av Kyrkostaten.
I Bologna kröntes 1530 Karl V till kejsare av Klemens VII; dit överflyttades 1547 det tridentinska kyrkomötet, som där höll två sittningar.
Universitetet tilldrog sig många historiskt bemärkta personer, som Gratianus och Irnerius vilka gjorde Bologna till ett europeiskt centrum för rättsvetenskap, samt Dante, Giovanni Boccaccio och Petrarca.
År 1254 antog Bologna Legge del Paradiso (Paradislagen), som förbjöd slaveri; slavarna köptes samtidigt upp med stadens finanser och släpptes fria.
År 1796 ingick det i den Cisalpinska republiken, kom 1815 åter till Kyrkostaten, men gjorde 1821 och 1831 uppror mot påven och hölls 1849-59 besatt av österrikarna. I mars 1860 förklarade Bologna sin anslutning till kungariket Sardinien.
Under andra världskriget var Bologna under flera månader nyckeln till den tyska försvarsställningen genom Italien. Trots det erhöll staden endast lättare skador under kriget, och befriades av de allierade i april 1944.
Den 2 augusti 1980 kl. 10.25 detonerade en bomb på Bolognas järnvägsstation. 86 personer dödades, cirka 200 skadades och stora delar av stationen förstördes. Bakom bombdådet låg den nyfascistiska terrorgruppen Nuclei Armati Rivoluzionari.

## Klimat
Uppmätta normala temperaturer och -nederbörd i Bologna:
|                                            | Jan  | Feb | Mar  | Apr  | Maj  | Jun  | Jul  | Aug  | Sep  | Okt  | Nov  | Dec  |
| ------------------------------------------ | ---- | --- | ---- | ---- | ---- | ---- | ---- | ---- | ---- | ---- | ---- | ---- |
| Normaldygnets maximitemperaturs medelvärde | 4,8  | 8,2 | 13,4 | 17,8 | 22,7 | 26,8 | 29,9 | 29,2 | 25,3 | 18,9 | 11,1 | 5,9  |
| Normaldygnets minimitemperaturs medelvärde | −1,5 | 0,8 | 3,9  | 7,6  | 11,8 | 15,6 | 18,2 | 17,9 | 14,8 | 10,1 | 4,3  | −0,3 |
|                                            |      |     |      |      |      |      |      |      |      |      |      |      |
| Nederbörd                                  | 43   | 45  | 60   | 67   | 65   | 53   | 43   | 58   | 61   | 72   | 81   | 61   |

| Diagram | temperaturer i °C • månadsnederbörd i mm | temperaturer i °C • månadsnederbörd i mm | temperaturer i °C • månadsnederbörd i mm | temperaturer i °C • månadsnederbörd i mm | temperaturer i °C • månadsnederbörd i mm | temperaturer i °C • månadsnederbörd i mm | temperaturer i °C • månadsnederbörd i mm | temperaturer i °C • månadsnederbörd i mm | temperaturer i °C • månadsnederbörd i mm | temperaturer i °C • månadsnederbörd i mm | temperaturer i °C • månadsnederbörd i mm | temperaturer i °C • månadsnederbörd i mm |
|         | 43 5 -2                                  | 45 8 1                                   | 60 13 4                                  | 67 18 8                                  | 65 23 12                                 | 53 27 16                                 | 43 30 18                                 | 58 29 18                                 | 61 25 15                                 | 72 19 10                                 | 81 11 4                                  | 61 6 -0                                  |